# Villebichot
Villebichot ist eine französische Gemeinde mit 403 Einwohnern (Stand: 1. Januar 2022) im Département Côte-d’Or in der Region Bourgogne-Franche-Comté. Sie gehört zum Arrondissement Beaune und zum Kanton Nuits-Saint-Georges.
Nachbargemeinden sind Saint-Bernard im Nordwesten, Épernay-sous-Gevrey im Norden, Saint-Nicolas-lès-Cîteaux im Osten und im Süden, Gerland im Südwesten und Boncourt-le-Bois und Flagey-Echézeaux im Westen.

## Bevölkerungsentwicklung
| Jahr                       | 1962 | 1968 | 1975 | 1982 | 1990 | 1999 | 2008 | 2016 |
| -------------------------- | ---- | ---- | ---- | ---- | ---- | ---- | ---- | ---- |
| Einwohner                  | 207  | 199  | 208  | 227  | 275  | 270  | 351  | 390  |
| Quellen: Cassini und INSEE |      |      |      |      |      |      |      |      |

## Sehenswürdigkeiten

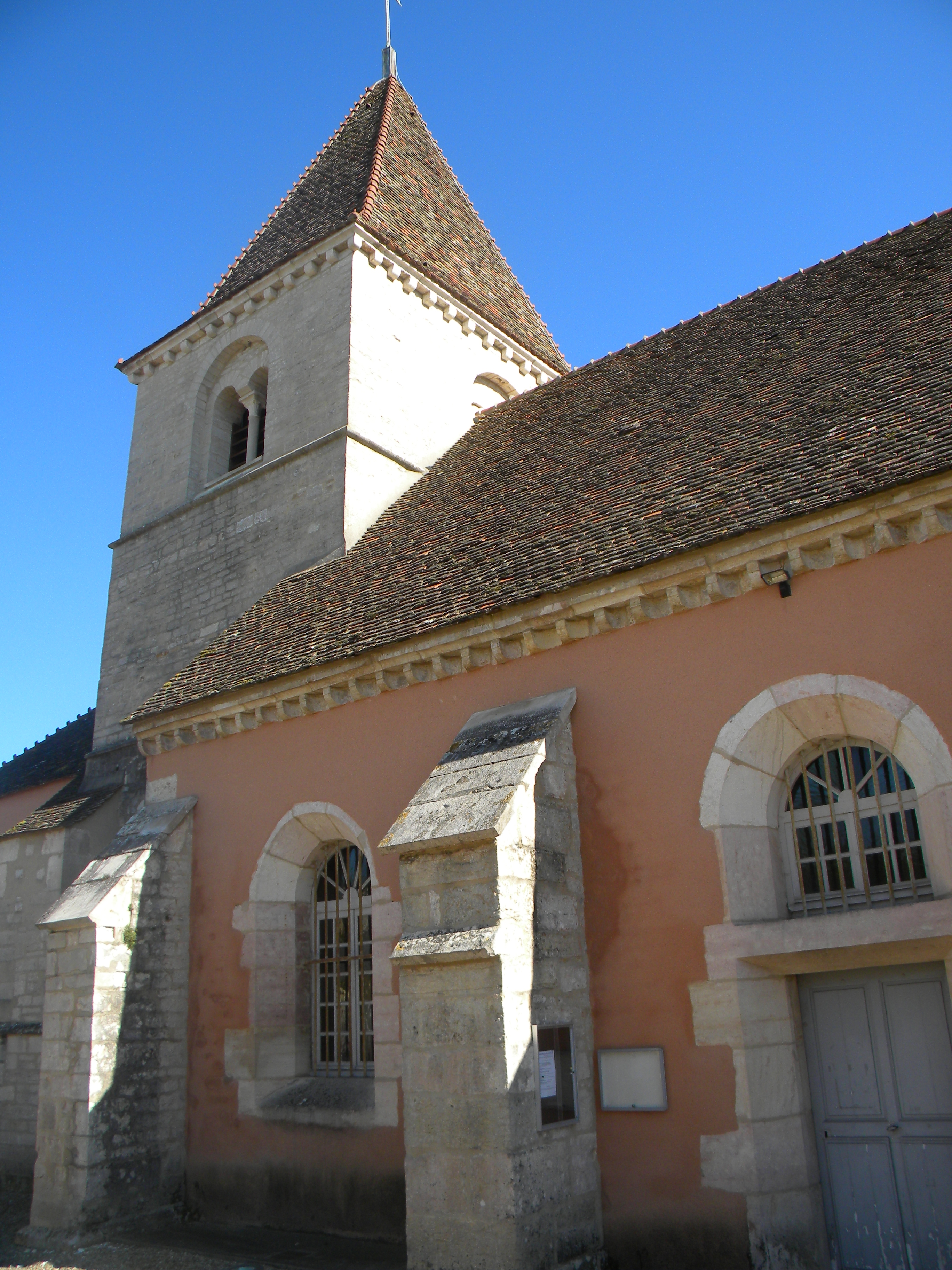
Himmelfahrts-Kirche

- Himmelfahrts-Kirche ( Église de l’Assomption), Monument historique seit 1927